# Sarcinodes olivata
Sarcinodes olivata är en fjärilsart som beskrevs av W. Warren 1905. Sarcinodes olivata ingår i släktet Sarcinodes och familjen mätare. Inga underarter finns listade.